# 吴天君
吴天君（1957年2月—），男，汉族，河南濮阳人，中华人民共和国政治人物。安阳农业大学农学系农学专业毕业，中国地质大学资源产业经济专业博士研究生。

## 经历

### 仕途
吴天君1979年12月参加工作。1982年12月加入中国共产党。历任中共内黄县委书记，中共新乡市委副书记，中共新乡市委副书记、新乡市人民政府市长，中共新乡市委书记等职。
2011年5月，任中共郑州市委副书记、代市长；同年10月当选为郑州市市长。2011年12月，任中共河南省委常委、政法委书记。2012年2月，改兼中共郑州市委书记。2016年5月，不再担任中共郑州市委书记职务，再度兼任中共河南省委政法委书记。2016年11月，不再担任中共河南省委常委。

### 落马
2016年11月11日，中纪委监察部网站发布消息：河南省委原常委，省委政法委书记吴天君涉嫌严重违纪，目前正接受组织调查。吴是中共十八大以来河南省第三位落马的省部级官员。民间对吴天君的称呼，有“一指霉”、“吴一指”、“拆迁大佐”、“强拆书记”等。
2017年1月23日，中纪委通报吴天君被双开，移送司法机关。2月6日，最高人民检察院宣布依法对吴天君以涉嫌受贿罪立案侦查并采取强制措施。
2017年7月20日，湖北省襄阳市中级人民法院一审公开开庭审理了河南省委原常委、政法委原书记吴天君受贿一案，检方指控吴天君受贿人民币1105.25万元。
2017年8月4日，湖北省襄阳市中级人民法院公开宣判吴天君受贿案，对被告人吴天君以受贿罪判处有期徒刑11年，并处没收个人财产人民币100万元。对吴天君受贿所得财物及其孳息予以追缴，上缴国库。吴天君当庭表示服从判决，不上诉。